# Tajemnica Błękitnego Expressu
Tajemnica Błękitnego Expressu (ang. The Mystery of the Blue Train) – powieść kryminalna Agathy Christie; powstała w 1928 roku.
Jest to pierwotna wersja opowiadania Ekspres do Plymouth, które pojawiło się w zbiorze pt. Wczesne sprawy Poirota.

## Fabuła
Zamężna córka znanego miliardera Rufusa Van Aldina, Ruth Kettering, podczas podróży luksusowym „Błękitnym Ekspresem” zostaje zamordowana. Szybko okazuje się, że motywem zabójstwa była kradzież drogocennego naszyjnika, który dziewczyna na krótki czas przed śmiercią dostała w prezencie od ojca. Wiadomo, że klejnotem od dawna interesowało się wiele szajek przestępczych, ze znanym kryminalistą o pseudonimie Markiz na czele. Zrozpaczony stratą córki milioner postanawia zaangażować do wyjaśnienia sprawy najsłynniejszego detektywa na świecie – Herkulesa Poirota.
Podczas podróży „Błękitnym Ekspresem” Poirot poznaje Katherine Grey – młodą wiejską dziewczynę, której na podróż ekskluzywnym pociągiem pozwolił odziedziczony niedawno spadek. Katherine jest ważnym świadkiem, ponieważ w wieczór poprzedzający tragedię odbyła długą rozmowę z Ruth Kettering. Kobiety zdążyły się zaprzyjaźnić, panna Grey postanawia zatem pomóc Poirotowi w odkryciu sprawcy.

## Rozwiązanie
Sprawcami zbrodni okazuje się dwoje pracowników Van Aldina. Jego zaufany sekretarz, major Knighton, jest tak naprawdę bandytą o pseudonimie Markiz i to on – przy współudziale Ady Mason, osobistej służącej Ruth – popełnił morderstwo. Knighton i jego wspólniczka wpadli w ręce policji przez zbyt silne zauroczenie majora Katherine Grey – której przypadkiem wyjawił zbyt wiele.